# Encarsia terebrator
Encarsia terebrator är en stekelart som först beskrevs av Shafee 1974.  Encarsia terebrator ingår i släktet Encarsia och familjen växtlussteklar. Inga underarter finns listade i Catalogue of Life.